# Lev Gumiljov
Lev Nikolajevič Gumiljov, rusky Лев Никола́евич Гумилёв, někdy přepisováno též jako Gumilev (18. záříjul./ 1. října 1912greg., Petrohrad – 15. června 1992, Petrohrad) byl sovětský historik, antropolog a etnolog, který proslul svými kontroverzními názory na původ ruského etnika.

## Život
Byl synem básníků Nikolaje Stěpanoviče Gumiljova a Anny Andrejevny Achmatovové. Lev byl ve věku 33 let zatčen a uvězněn v sovětském pracovním táboře. Na svobodu se dostal, když se za války přihlásil do Rudé armády, ale roku 1949 byl znovu uvězněn a propuštěn byl až po XX. sjezdu KSSS roku 1956. Achmatovová byla v té době uznávanou spisovatelkou a Lev jí vyčítal, že pro jeho osvobození neudělala dost. Achmatovová celou situaci popsala ve svém básnickém cyklu Requiem.
Po propuštění začal pracovat ve slavném petrohradském muzeu Ermitáž. Silně zde byl ovlivněn archeologem Michajlem Artamonovem a jeho studiem zmizelého turkického národa Chazarů. I pro Gumiljova se Chazaři a Chazarská říše stali hlavním předmětem zájmu. Zúčastnil se několika studijních výprav do povodí Volhy a na severní Kavkaz. Vydal několik článků, kde spekuloval o lokaci zaniklého hlavního chazarského města Samandar či o příčinách zániku Chazarské říše. V 60. letech cítil potřebu si doplnit vzdělání a začal studovat na Leningradské univerzitě.[zdroj?] Doktorskou práci věnoval starým turkickým národům. Poté nastoupil do Geografického ústavu. Jeho teorie byly sovětskou etnologií a antropologií odmítány, ale v čase Gorbačovovy perestrojky se o nich začalo mnohem více mluvit. Populárními se staly po pádu SSSR, v době, kdy se v Rusku začalo dařit různým spekulativním, paravědeckým či konspiračním teoriím.[zdroj?]
V současnosti je hlavním centrem gumiljovovských studií Kazachstán.[zdroj?] Kazachstánský prezident Nursultan Nazarbajev byl velkým obdivovatelem Gumiljova,[zdroj?] nechal po něm v nově budovaném městě Astaně pojmenovat univerzitu (Евразийский Национальный университет имени Л. Н. Гумилёва).

## Teorie

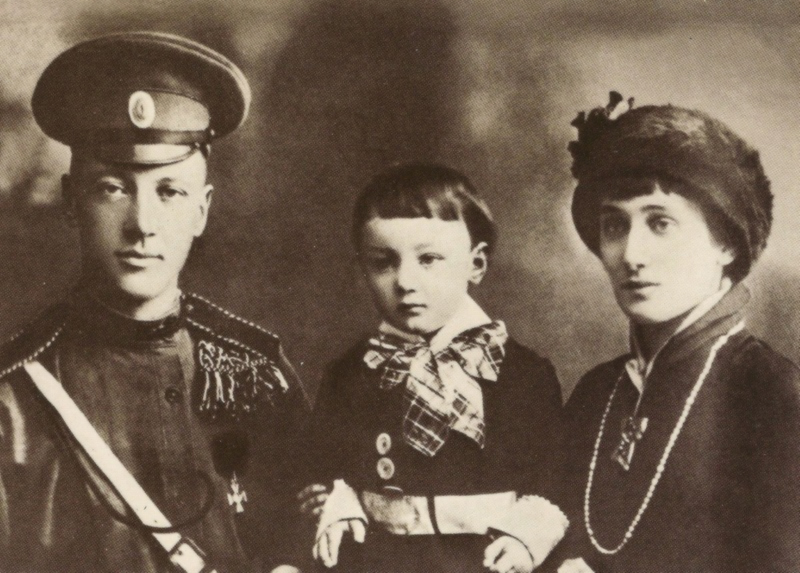
Otec Nikolaj Gumiljov, malý Lev, matka Anna Achmatovová

Podle Gumiljova u každé etnické skupiny lze definovat určitý stupeň „vášnivosti“ či „životní síly“, která určuje její aktivitu. Každá skupina také prochází několika předvídatelnými a zákonitými stádii této síly: zrod, rozvoj, vrchol, setrvačnost, úpadek, proměna v památník velké minulosti.
Současnou Evropu viděl Gumiljov ve vysokém stupni setrvačnosti, na prahu úpadku, či přesněji „na prahu obskurantizace“. Naopak arabskou kulturu vnímal jakožto jsoucí na vrcholu vášnivosti a předvídal její mocné výboje.
Rusové jsou podle něj „super-etnikum“ spřízněné geneticky s turkickými národy eurasijské stepi (nikoli tedy etnikum v jádru slovanské)[zdroj?], pro něž největší hrozbou je, že mu katolický západní vliv vezme jeho „stepní identitu“.[zdroj?] Také toto přesvědčení přivedlo Gumiljova k podpoře nacionálních hnutí Tatarů a Kazachů (odtud jeho vliv v Kazachstánu a kouzlo pro Nazarbajeva).[zdroj?]
V rámci svých teorií se Gumiljov věnoval také Židům. Ti podle něj tvořili odpradávna „mezinárodní, parazitickou městskou třídu“[zdroj?] a ovládli zvnějšku (ujařmili si) obchodními praktikami dávnou Chazarskou říši a východní Slovany.[zdroj?]
Většina antropologů Gumiljovovy teorie odmítla, navíc je řada z nich označila za antisemitské.

## České překlady
- GUMILJOV, Lev Nikolajevič. Objevení země Chazarů. Překlad Ivan Savický, Eva Štolbová. Praha: Mladá Fronta, 1971. 176 s. (Kolumbus).
- GUMILJOV, Lev Nikolajevič. Hledání vymyšlené říše. Překlad Ivan Savický. Praha: Mladá Fronta, 1974. 399 s. (Kolumbus).
- GUMILJOV, Lev Nikolajevič. Od Rusi k Rusku. Překlad Zdeněk Justoň. Podlesí: Dauphin, 2011. ISBN 978-80-7272-399-7.

### Reference

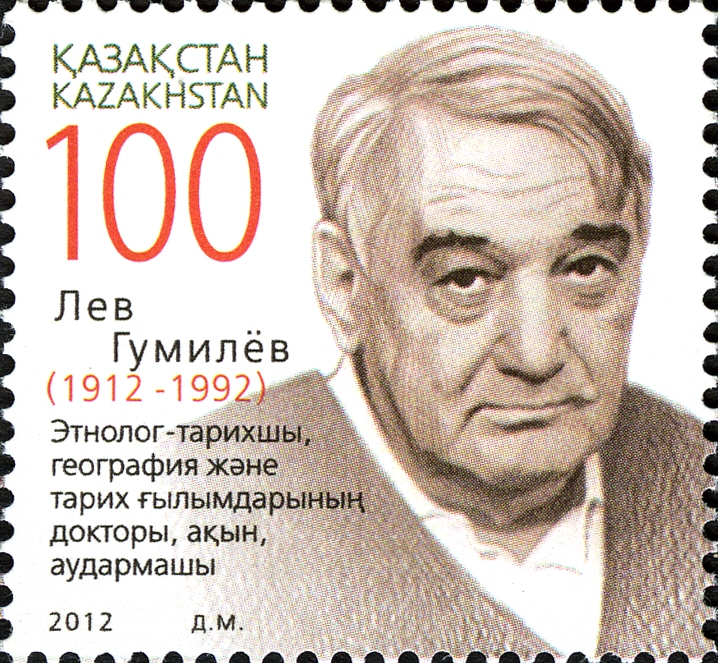
Lev Gumiljov na známce Kazachstánu